# What the Water Gave Me
"What the Water Gave Me" é uma canção da banda britânica Florence + The Machine, lançada em 23 de agosto de 2011 como o primeiro single promocional do álbum Ceremonials (2011), pela Island Records. Foi escrita por Florence Welch e Francis White, com produção de Paul Epworth. Antes, a banda apresentou a canção em Berkeley, California em 12 de junho de 2011, com a versão álbum da canção estreando no site oficial de Florence and The Machine. Depois, a canção estreou digitalmente no Reino Unido em 23 de agosto de 2011, e internacionalmente no dia seguinte. Welch decidiu o nome da música — "What the Water Gave Me" — depois de ver uma pintura de Frida Kahlo. Durante uma entrevista, ela confirmou que a canção foi inspirada pela escritora inglesa Virginia Woolf.
"What the Water Gave Me" é uma canção de art rock e indie rock apresentada em 133 batidas por minuto. Ela contém vários instrumentos em sua composição, principalmente harpa e guitarra. Os críticos receberam positivamente a canção, elogiando seu estilo folk-rock e destacando os vocais de Welch. O vídeo de acompanhamento para a canção foi filmado no Abbey Road Studios e mostrou a banda gravando e cantando a música. Logo após seu lançamento, a canção entrou no número 24 da parada musical britânica UK Singles Chart. Também se tornou a segunda música de Florence + The Machine a entrar na parada musical dos Estados Unidos Billboard Hot 100.

## Antecedentes
"What the Water Gave Me" foi escrita por Florence Welch e Francis Anthony "Eg" White e produzida por Paul Epworth. Foi gravada em Londres nos Abbey Road Studios. A canção foi lançada por Florence + The Machine durante um show ao vivo em Berkeley, California em 12 de junho de 2011. Antes, a banda adicionou a canção no repertório da turnê Lungs Tour e em 23 de agosto de 2011 a versão álbum da canção foi lançada no Site oficial da banda.
Welch elaborou o título e o significado da música: "É uma música para a água, porque na música e na arte, o que eu realmente me interessa são as coisas que são esmagadoras. O oceano parece ser o grande engenho da natureza. Quando Eu estava escrevendo essa música. Eu estava pensando muito sobre todas aquelas pessoas que perderam suas vidas em inúmeras tentativas de salvar seus entes queridos do afogamento. É sobre a água em todas as formas e em todos os corpos. É sobre muitas coisas, Virginia Woolf se aproxima e, claro, Frida Kahlo, cuja pintura dolorosamente bonita me deu o título ".

## Lista de músicas
- Digital download[7][8]

1. "What the Water Gave Me" – 5:32

## Gráficos
| Gráfico (2011)                     | Posição Máxima no Gráfico |
| ---------------------------------- | ------------------------- |
| Australia (ARIA)                   | 35                        |
| Bélgica (Ultratop 50 Flanders)     | 2                         |
| Bélgica (Ultratip Wallonia)        | 42                        |
| Canadá (Canadian Hot 100)          | 72                        |
| Escócia (Scottish Singles Chart)   | 24                        |
| Estados Unidos (Billboard Hot 100) | 91                        |
| Estados Unidos (Alternative Songs) | 29                        |
| Estados Unidos (Rock Songs)        | 34                        |
| Irlanda (IRMA)                     | 13                        |
| Itália (FIMI)                      | 99                        |
| Nova Zelândia (RMNZ)               | 15                        |
| Reino Unido (UK Singles Chart)     | 24                        |
| Ucrânia (FDR Music Charts)         | 7                         |